# Тас (вождь)
Тас (Tas vezér) — одини із неправильно канонізованих семи вождів угорських племен. Насправді він був онуком великого князя Арпада, батька Лела, який загинув у битві під Авгсбургом.

## Походження
Список угорських вождів Аноніма згадує Лела, сина Таса, поряд з Арпадом, сином Алмоша, тобто за цим, Тас мав би бути сучасником Алмоша, а Лел — сучасником Арпада, але водночас час ми знаємо, і легенда про Лела (Лехела) також стверджує, що Лел був вождем у битві під Аугсбургом через 60 років після завоювання Паннонії, померши в результаті битви. Водночас джерела та історики вважають Таса батьком Лела, тому лідерство Таса (до завоювання) є помилкою.

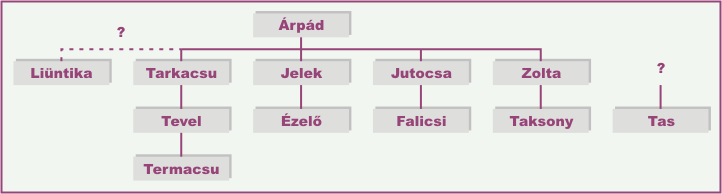
Нащадки Арпада за Костянтином

Близько 948 року Костянтин VII Багрянородний називає імена чотирьох синів і чотирьох онуків великого князя Арпада: син Тархачі Тевелі, син Єлека Езелег, син Юташа Файс («нинішній князь»), син Золти Такшонь. Потім він каже, що Тархачі та Тевелі вже мертві, але син Тевелі Термецу знаходиться в посольстві. Він також каже, що інші троє синів Арпада мертві, але його онуки, Фалі, Тасі та Таксоні, все ще живі. Тож Езелег зник із ряду, але з'явився Тасі, про якого раніше не згадувалося. Тут імператор навіть не згадує ім'я п'ятого, власне, старшого сина Ліюнтики, якого він згадує в іншому місці, у поході проти болгар. Отже, він знає ім'ена угорських лідерів, але тут він перераховує лише синів, які важливі з точки зору спадкоємства.
Історики поки що не дійшли згоди щодо розв'язання проблеми. Більшість погоджується, що він був онуком Арпада Таса, але, за з Балінтом Гоманом і Деже Дюммертом, він був молодшим братом Таса Фалічсі, тобто сином Юташа, тоді як, за Дьєрдьєм Дьорффі, він був сином Єлека (Üllő) замість Ezeleg. На користь першої версії можна стверджувати, що Костянтин VII Багрянородний, перераховуючи живих онуків Арпада, наголошує у випадку Такшоня, що він є двоюрідним братом Фалічі та Таснака. Свою позицію Дьордь Дьорффі засновує на вивченні назв угорських поселень, у ході якого він встановив резиденції Арпада та його нащадків, а також виявив, що вони були близькі одна до одної у випадку Улло та Таша. Крім того, деякі записи в угорських джерелах також можуть посилатися на це: Анонім називає Таста батьком Лела. Згідно з іншими хроніками, Лел був родоначальником роду Шовард. З іншого боку, Анонім згадує Шоварда і Кадоцу як синів Гулека, якого згадують як дядька Арпада. Якщо імена Гюлека та Єлега (Üllő) можна ідентифікувати, то ці фрагменти інформації можуть бути слідами походження родини Єлег–Тас–Лел–Шовард (за умови, що вони базуються на надійних даних).

## Зона кочовища
У випадку угорців Дьорфі Дьордь описує так званий напівкочовий, зимово-літній пасовищний спосіб життя, під час якого Арпад і його нащадки також блукали вздовж річки між зимовими та літніми житлами — через потребу тварин у воді. Вивчаючи назви угорських поселень, він встановив, що зимівник Таса знаходився поблизу сучасного Таса, який зараз є частиною Атакара. Таким чином, територія розміщення таса примикає до зони Ілле, який кочує на лінії Калоча — Ілле, але далеко від Юташа, який володіє землями уздовж Сарвіза на Задунав'ї.
Нуїртасс також зберігає назву тас, яка припала на територію дуката Нуїр-Бігар. Дукат зазвичай був юсою спадкоємця престолу, що, безперечно, свідчить про належність Таса до дому Арпадів. У 948 році, коли, за словами імператора ромеїв, великим князем був Файс, його молодший брат або двоюрідний брат, Тас міг бути спадкоємцем престолу. Зрештою, однак, не він — або ми просто не знаємо про нього — а Такшонь, який став великим князем після Фалічі чи то внаслідок смерті Таса, чи то в битві під Аугсбургом у 955 році, після чого серед нащадків Арпада гілки Ютоша та Ілле були відтіснені на другий план.

## Анонім пропровідника Таса
Анонім пише наступне у своєму Діянні угрів:
«Тас, батько Лела … Сабольч і Тас — останній батько Лела — вирушили з половиною війська на береги Тиси і, підкоривши там людей, рушили до річки Самос до місця що тепер називається Сарвар. Там, під болотами, Тас, батько Лела, зібрав багато людей; потім він викопав ними великий рів і наказав збудувати дуже міцний земляний замок, який спочатку називався замок Тас, а тепер він називається Шарвар. …Тоді Тас наказав провести ярмарок між Ньїром і Тисою на прохання народу, який здався своєму панові, вождю Арпаду. Він дав своє ім'я цьому базару, тому воно й досі називається ринком Тас. … Звідти вони повернулися до частин Бодрогі й розташувалися табором біля води Вахас. У тих краях вождь дав велику землю разом з її мешканцями Тасу, батькові й дядькові Лела, Кельпені, батькові Ботонда».

## Спогади

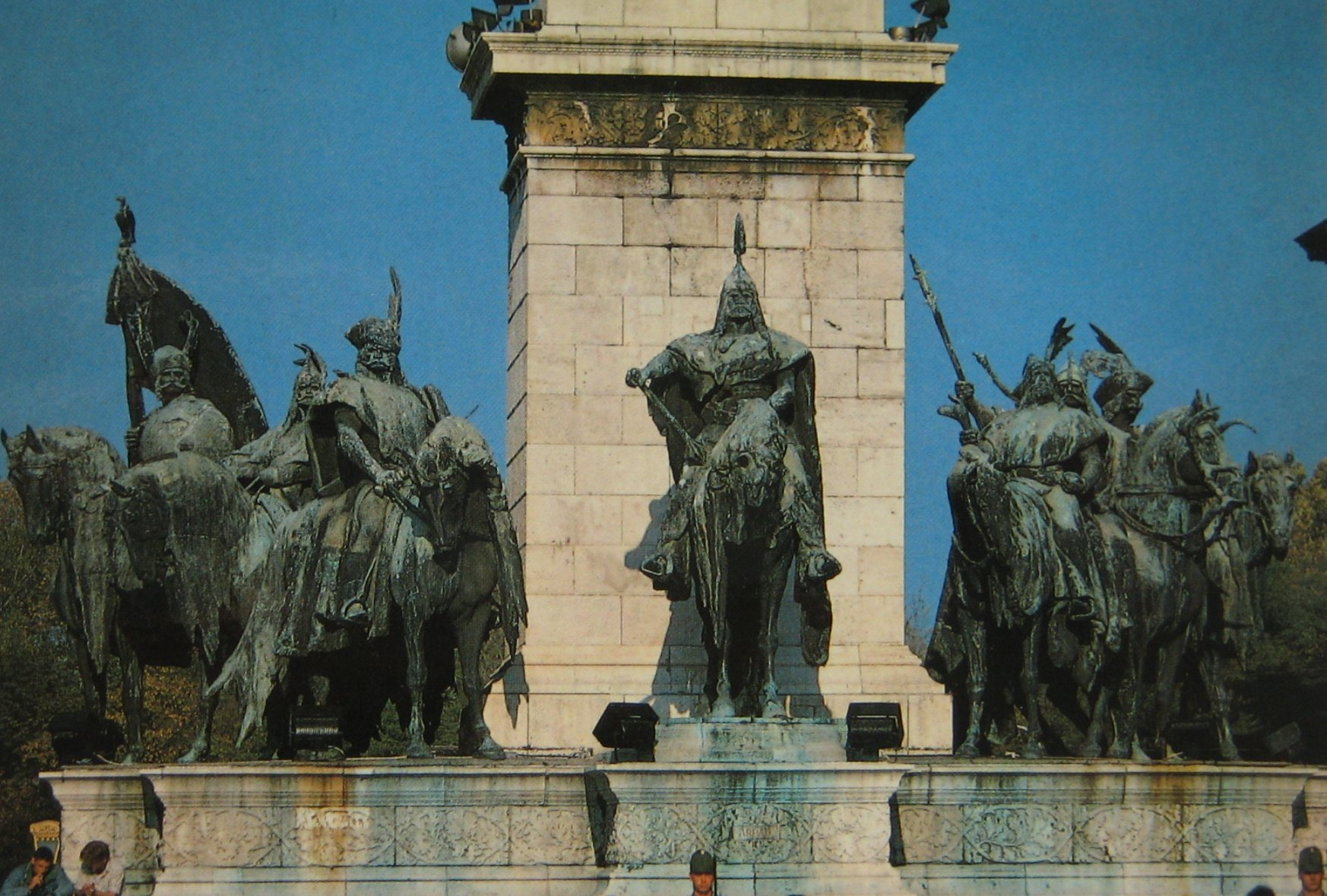
Третя, задня фігура праворуч від Арпада біля меморіальної колони Монументу Тисячоліття — лідер Тас

- Третя, задня статуя праворуч від меморіальної колони Монумента тисячоліття, створена Дьєрджем Зала і встановлена в 1928 році, є 4,7-метровою бронзовою статуєю кінного вождя Таса.[2]

- У 1900 році Угорська студентська спілка, яка включає коледжі історичної Угорщини, спорудила Меморіал семи лідерів на пагорбі Арпада Пустасера коштом громадських пожертвувань. Бронзові рельєфні зображення Арпада та його вождів-завойовників були розміщені з чотирьох сторін пам'ятника.[3]

- Кілька угорських поселень вважають, що їх заснувало плем'я вождя Таса, або що воно було названо на його честь тощо.
  - Тасс
  - Сарвар — де Тас побудував замок і
  - Нуїртасс — де він проводив ярмарок[4] і де зараз стоїть його кінна статуя.

- Ось як Геза Ґардоні пише про Таса у своїй поемі «Сім вождів»:

«… Провідник Тас залишив по собі й перлину новини:
Він зробив короля Марота язичником,
Він був батьком славетного Лехеля,
чий ріг піднімаєш у Ясберені! …»
- У фільмі Габора Колтая «Завоювання» Дьордь Дьорнер зіграв Таса, який, за фільмом, був лідером племені Єну і разом із сином Арпада, Ліюнтикою, очолював похід на Нижньому Дунаї проти болгар.